# Noel Barrionuevo

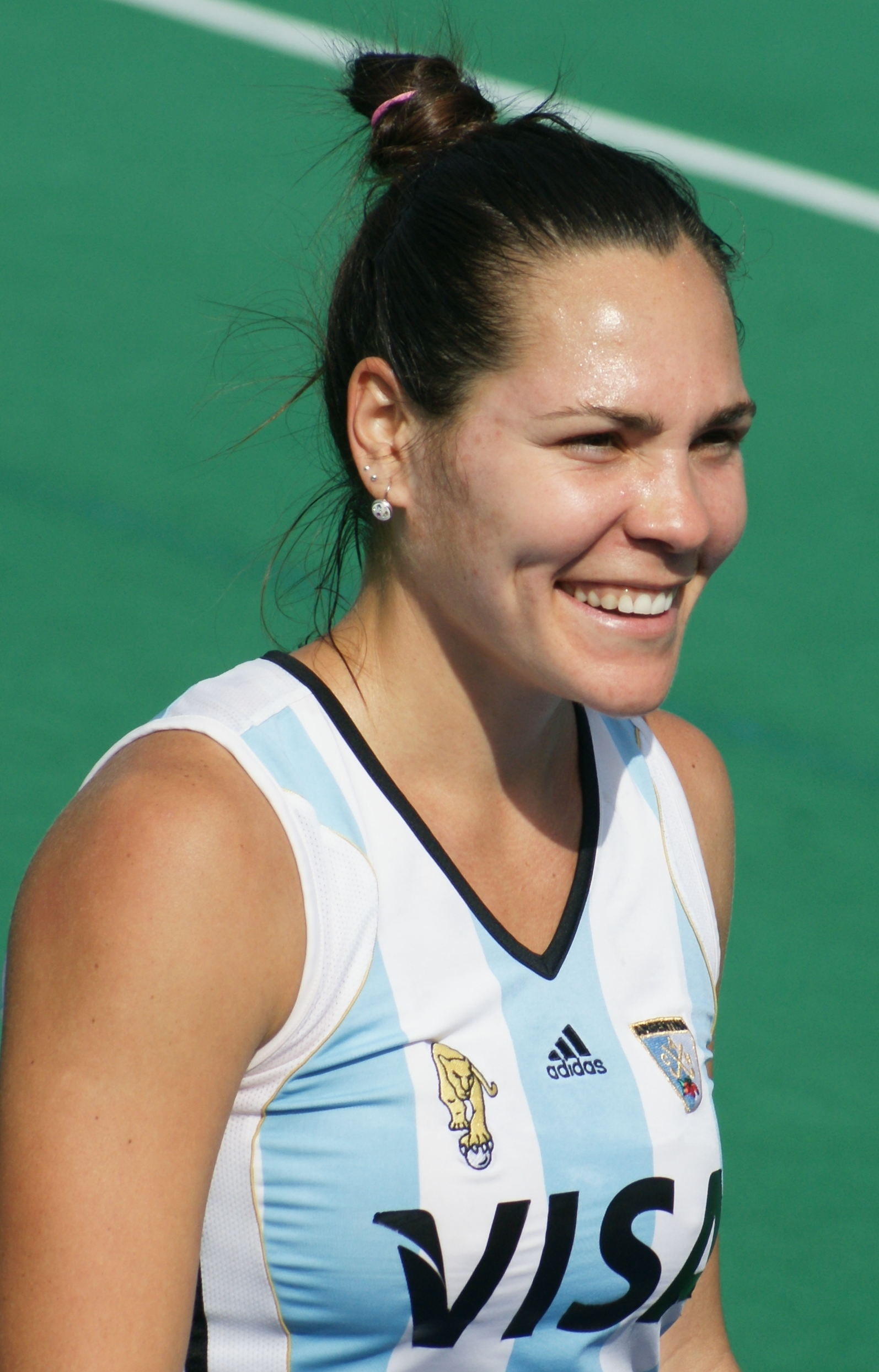
Noel Barrionuevo (2009)

María Noel Barrionuevo (* 16. Mai 1984 in Martínez, Provinz Buenos Aires) ist eine ehemalige argentinische Hockeyspielerin. Sie gewann mit der argentinischen Nationalmannschaft bei Olympischen Spielen zwei Silbermedaillen und eine Bronzemedaille und war Weltmeisterin 2010 sowie Weltmeisterschaftsdritte 2014.

## Sportliche Karriere
Die 1,71 m große Verteidigerin war von 2007 bis 2021 Mitglied der argentinischen Nationalmannschaft und bestritt 337 Länderspiele, in denen sie 109 Tore erzielte. Ihre internationale Karriere begann 2005 mit einem fünften Platz bei der Juniorenweltmeisterschaft. 2007 gewann sie mit der argentinischen Mannschaft den Titel bei den Panamerikanischen Spielen in Rio de Janeiro. Bei den Olympischen Spielen 2008 in Peking belegten die Argentinierinnen in ihrer Vorrundengruppe den zweiten Platz hinter den Deutschen, wobei die Argentinierinnen den direkten Vergleich mit 4:0 gewonnen hatten. Im Halbfinale unterlagen sie den Niederländerinnen mit 2:5. Im Spiel um den dritten Platz trafen die Argentinierinnen wieder auf die Deutschen und siegten mit 3:1. Den letzten Treffer im Spiel um die Bronzemedaille erzielte Barrionuevo aus einer Strafecke.
2010 war Argentinien gastgebende Nation bei der Weltmeisterschaft in Rosario. Die Argentinische Mannschaft gewann alle fünf Spiele der Vorrunde. Im Halbfinale besiegten die Argentinierinnen die deutsche Mannschaft mit 2:1 und im Finale gewannen sie mit 3:1 gegen die Niederländerinnen. Barrionuevo war im Turnier mit sechs Toren, alle aus Strafecken, erfolgreichste Torschützin ihrer Mannschaft. 2011 nahm Noel Barrionuevo an den Panamerikanischen Spielen in Guadalajara teil, die Argentinierinnen unterlagen im Finale der Mannschaft aus den Vereinigten Staaten. Bei den Olympischen Spielen 2012 in London lagen nach der Vorrunde die Mannschaften aus Argentinien, Neuseeland und Australien nach Punkten gleichauf. Dank des besseren Torverhältnisses kamen die Argentinierinnen und die Neuseeländerinnen weiter. Im Halbfinale besiegten die Argentinierinnen die britische Mannschaft mit 2:1, im Finale unterlagen sie den Niederländerinnen mit 0:2.
Im März 2014 siegten die Argentinierinnen bei den Südamerikaspielen in Santiago de Chile. Im Finale gegen die Chileninnen gewannen die Argentinierinnen mit 3:1, wobei Barrionuevo das erste und das dritte Tor ihrer Mannschaft erzielte. Drei Monate später fand die Weltmeisterschaft in Den Haag statt. Die Argentinierinnen belegten in der Vorrunde den zweiten Platz hinter dem Team aus den Vereinigten Staaten. Im Halbfinale unterlagen die Argentinierinnen den Niederländerinnen mit 0:4, das Spiel um den dritten Platz gewannen sie mit 2:1 gegen das US-Team. Im Finale der Panamerikanischen Spiele 2015 in Toronto trafen die beiden Teams erneut aufeinander und die Mannschaft aus den Vereinigten Staaten gewann mit 2:1. Noel Barrionuevo war mit neun verwandelten Strafecken erfolgreichste Torschützin des Turniers. Bei den Olympischen Spielen 2016 in Rio de Janeiro belegten die Argentinierinnen in der Vorrunde den vierten Platz und unterlagen im Viertelfinale den Niederländerinnen mit 2:3. In den Platzierungsspielen erreichten sie den siebten Platz.
London war Austragungsort der Weltmeisterschaft 2018. Die Argentinierinnen belegten in ihrer Vorrundengruppe den zweiten Platz. Im Viertelfinale unterlagen sie den Australierinnen im Shootout. Letztlich belegten die Argentinierinnen den siebten Platz. 2019 gewann die argentinische Mannschaft die Goldmedaille bei den Panamerikanischen Spielen in Lima. Bei den Olympischen Spielen in Tokio belegten die Argentinierinnen in ihrer Vorrundengruppe nur den dritten Platz. Mit einem 3:0-Sieg im Viertelfinale gegen die deutsche Mannschaft und einem 2:1-Halbfinalsieg über die Inderinnen erreichten die Argentinierinnen das Finale gegen die Mannschaft aus den Niederlanden. Die Argentinierinnen unterlagen mit 1:3 und erhielten die Silbermedaille.
Noel Barrionuevo spielte auf Vereinsebene für den Club Ciudad de Buenos Aires.